# بطولة العالم لكرة الطائرة للرجال 1949
أقيمت بطولة العالم لكرة الطائرة للرجال 1949 في براغ في تشيكوسلوفاكيا في الفترة من 10 سبتمبر وإلى 18 سبتمبر 1949. وهذه المرة هي الأولى التي ينظم الاتحاد الدولي للكرة الطائرة البطولة.

## الفرق المشاركة
| المجموعة أ - بلجيكا - تشيكوسلوفاكيا - المجر - الاتحاد السوفيتي | المجموعة ب - بلغاريا - فرنسا - إيطاليا | المجموعة ج - هولندا - بولندا - رومانيا |

## الترتيب النهائي
| 1. الاتحاد السوفيتي 2. تشيكوسلوفاكيا 3. بلغاريا 4. بولندا 5. رومانيا 6. فرنسا 7. المجر 8. إيطاليا 9. بلجيكا 10. هولندا | \| بطولة العالم لكرة الطائرة للرجال 1949 \| \| ------------------------------------- \| \| · الاتحاد السوفيتي · للمرة الأولى \| |
| بطولة العالم لكرة الطائرة للرجال 1949                                                                                  | |
| · الاتحاد السوفيتي · للمرة الأولى                                                                                      | |